# Màrius Ploci Sacerdot
Màrius Ploci Sacerdot, conegut simplement com a Ploci (llatí: Marius Plotius Sacerdos) fou un gramàtic llatí autor de De Aletris Liber, dedicat a Màxim i Simplici.
Tot el que se sap de Ploci s'inclou a la breu notícia que ell mateix dona a la seva obra (Marius Plotius Sacerdos composui Romae docens de metris). L'obra indicada seria el llibre tercer i darrer d'un tractat de gramàtica en tres llibres, el primer anomenat De Institutis Artis Grammaticae, i el segon De Nominum Verborumque Ratione nec non de Scripturarum Compositionibus.
Es desconeix de quina època era, però per l'estil s'especula que fou del segle v o segle vi.